# Wirbel (Spieltechnik)
Als Wirbel wird beim Trommeln eine Figur bezeichnet, bei der viele Schläge so schnell aufeinander folgen, dass sie nicht mehr als Einzelschläge, sondern vom menschlichen Ohr als ein anhaltendes, gleichmäßiges Geräusch wahrgenommen werden.
Die klassische Wirbeltechnik besteht aus einer Abfolge von beidhändigen Doppelschlägen, bei denen jeweils der erste Schlag aktiv geführt wird und dann der vom Fell zurückfedernde Schlegel zu einem zweiten Schlag nachgedrückt wird. Diese Technik wird manchmal auch Mama-Papa (oder Papa-Mama) oder Mühle genannt.
Neben diesem Doppelschlagwirbel werden je nach Musikstil und verwendeter Trommel noch andere Wirbeltechniken angewandt, so der Einzelschlagwirbel (z. B. auf der Kesselpauke, oft Paukenwirbel genannt) oder der Presswirbel (z. B. auf der klassischen kleinen Trommel).
In den Noten werden entweder direkt die einzelnen Schläge (in der Regel 32stel) notiert, der Wirbel kann aber auch als Triller oder Tremolo notiert werden. In der Marschmusik gibt es darüber hinaus mancherorts auch traditionelle Trommelnotationen mit Symbolen, die landschaftlich sehr verschieden sein können (z. B. das Basler Trommeln).

## Verschiedene Wirbelarten
Es gibt mehrere Arten von Wirbeln:
- Offener Wirbel (Open Stroke Roll)
- Geschlossener Wirbel  (Closed Roll, Buzz Roll oder Presswirbel)
- Einhändiger Wirbel (One handed Roll / Gravity Roll)
- Einzelschlagwirbel (Single Stroke Roll)

Offener Wirbel:
Ein offener Wirbel wird mit kontrollierten Doppelschlägen erzeugt, indem nach dem „Rebound“ (Zurückfedern des Schlagzeugschlegels) die Energie des ersten Schlages in den zweiten Schlag führt.
Geschlossener Wirbel:
Ein geschlossener Wirbel wird mit nicht kontrollierten Pressschlägen erzeugt, indem der Schlagzeugschlegel auf das Fell gepresst wird und durch den „Rebound“ möglichst viele Schläge pro Hand erzeugt werden. Je mehr Schläge pro Hand erzeugt werden können, desto dichter klingt der Wirbel.
Einhändiger Wirbel:
Der One handed Roll unterscheidet sich von allen anderen Wirbeln dadurch, dass er keine Abfolge rechter und linker Mehrfachschläge ist. Stattdessen werden bei diesem Wirbel nur mit einer Hand Schläge in möglichst schneller Abfolge erzeugt, indem der Schlegel z. B. abwechselnd mit dem Handgelenk und den Fingern einen Schlag ausführt (Push Pull Technik). Einfacher ist es jedoch, den Rand der Trommel zu Hilfe zu nehmen (Johnny Rabb nennt diese Technik „Freehand Technique“)
Einzelschlagwirbel:
Der Einzelschlagwirbel ist der einzige Wirbel, der nicht durch Doppel- oder Mehrfachschläge erzeugt wird. Bei dieser Spieltechnik werden ausschließlich Einzelschläge gespielt. Normalerweise geschieht dies auch mit einer Abfolge von rechten und linken Einzelschlägen.

## Anwendungsbereiche
Die verschiedenen Wirbel unterscheiden sich im Klang: Während Einzelschlag- und Doppelschlagwirbel einen Wirbel ergeben, bei dem jeder einzelne Schlag zu hören ist bzw. zu hören sein soll, erzeugen die anderen Techniken einen feinen und gleichmäßigen Wirbel, welcher einen durchgehenden Ton simulieren soll. Welcher Wirbel angewendet werden sollte, hängt stark vom Musikstil ab.
Alle aus Doppelschlägen bestehenden Techniken können auf allen Trommeln angewandt werden. Der geschlossene Wirbel funktioniert nur auf stark gespannten Trommeln wie z. B. der Snare oder den Bongos gut. Der Einzelschlagwirbel wird vor allem auf den Pauken oder den Mallet-Instrumenten (Xylophon, Marimba, Vibraphon), aber auch auf allen Instrumenten, die keinen ausreichenden Rebound erzeugen (Becken, große Orchestertrommel, Tomtoms usw.), angewandt.
In der Orchestermusik wird hauptsächlich der geschlossene Wirbel verwendet, in der Marschmusik der Blasorchester z. B. im deutschen und österreichischen Raum sogar ausschließlich. In Pipe Bands werden in den meisten Fällen auf der Snaredrum geschlossene Wirbel als triolische Buzz Rolls gespielt. In den Drumcorps auf der ganzen Welt dagegen, in Trommelzügen und ganz allgemein beim Rudimental Drumming wird fast ausschließlich der offene Wirbel verwendet – der Einsatz des geschlossenen Wirbels ist hier sehr selten und wird dann explizit in den Noten angegeben. In der Zirkusmusik kündigt der Trommelwirbel den nächsten Höhepunkt der laufenden Artistik-Nummer an.